# 扎哈尔·普里列平
叶夫根尼·尼古拉耶维奇·普里列平（羅馬化：Yevgeniy Nikolayevich Prilepin；1975年7月7日—），笔名扎哈尔·普里列平（俄语：Захар Прилепин），俄罗斯作家和政治活动家。他的作品被翻译成多国语言。扎哈尔·普里列平毕业于下诺夫哥罗德国立大学语文系。普里列平曾參加第一次車臣戰爭和第二次車臣戰爭。2014年，扎哈尔·普里列平來到乌克兰东部支持亲俄分离主义分子，並擔任亚历山大·扎哈尔琴科的顾问。2022年俄羅斯入侵烏克蘭後，扎哈尔·普里列平表態支持。欧洲制裁俄罗斯之后，扎哈尔·普里列平在议会小组负责跟踪持反俄立场的文艺界人士。
1996年至2019年期間，他是俄罗斯民族布尔什维克党的黨員，2020年2月1日起出任为了真理领导人，该党于2021年2月并入公正俄罗斯後扎哈尔·普里列平繼續擔任公正俄罗斯—爱国者—为了真理联合主席。
2023年5月6日，扎哈尔·普里列平乘坐的奧迪Q7在下诺夫哥罗德州發生爆炸，他本人脑震荡并多处骨折，他的司机当场死亡。俄罗斯内政部逮捕了一名1993年出生的嫌犯，並表示嫌犯生於烏克蘭。俄方指是乌克兰作为，但烏克蘭安全局表示无法证实或否认参与刺杀普里列平。被捕者承认为乌克兰情报部门工作，并远程引爆了炸弹。